# Alpinia sericiflora
Alpinia sericiflora är en enhjärtbladig växtart som beskrevs av Karl Moritz Schumann. Alpinia sericiflora ingår i släktet Alpinia och familjen Zingiberaceae. Inga underarter finns listade i Catalogue of Life.